# Момчило Поповић Озрен
Момчило Поповић Озрен (Бусиловац, код Параћина, 1909 — Суботинац, код Алексинца, 3. фебруар 1943), шумарски инжењер и правник, учесник Народноослободилачке борбе и народни херој Југославије.

## Биографија
Рођен је 1909. године у селу Бусиловац, код Параћина. Основну школу завршио је у свом родном месту селу Бусиловцу, а гимназију у Параћину, 1928. године. Потом је студирао на одсеку шумарства на Пољопривредном факултету у Земуну. Дипломирао је 1933. године и потом се запослио као шумарски инжењер у Алексинцу. Упоредо са радом је ванредно студирао права и дипломирао је 1939. године на Правном факултету у Београду.
Још као ученик параћинске гимназтије, постао је члан омладинског револуционарног покрета и активно учествовао у акцијама параћинске школске и радничке омладине. Члан Комунистичке партија Југославије постао је 1938. године. У Алексинцу, где је живео, активно је радио с омладином и радницима. Формирао је кружоке у којима су се окупљали ученици, интелектуалци и радници. Ти кружоци су постепено прерасли у дебатне марксистичке групе. У свом стану, Момчило је, отворио Стонотенисерки клуб и на тај начин, легализовао рад група које је окупљао.
Као ванредни студент правник основао је у Алексинцу и Студентски клуб, који је окупљао све студенте из града и околине, и који је посебно био активан у време великих летњих одмора. С још неколико истакнутих алексиначких комуниста, учествовао је и у оснивању спортског друштва „Напредак“. Ту се окупљао знатан број радничке и ђачке омладине, посебно ученика Учитељске школе. Да би легализовао и проширио рад спортског друштва на цео алексиначки крај, а посебно на сеоску омладину, 1936. године, створио је при друштву и дилетантску драмску групу, која је приказивала позоришне комаде не само у Алексинцу, већ и у околним селима. Због револуционарне активности био је више пута хапшен и прогањан, а извесно време и отпуштен из службе. Међутим, убрзо, 1939. године, као шумарски инжењер, поново је враћен у службу и пребачен најпре у Ниш, а потом у Куршумлију. Обилазећи шуме по Голији и Копаонику, био је у сталној вези са сељацима.
У току припрема за оружани устанак 1941. године, налазио се у Београду. Одатле је, по налогу Партије, упућен у Алексинац, јер је добро познавао политичку ситуацију и уживао велики изглед у том граду. По доласку у Алексинац, радио је на припремама за организовање оружаног устанка. Био је један од првих организатора Озренског партизанског одреда, који је, под командом Димитрија Драговића, врло брзо ослободио територију алексиначко-сокобањског и ражањског среза, изузимајући среска места. Момчило је био повереник Покрајинског комитета КПЈ за Србију и члан среског партијског руководства. Касније је био постављен и за команданта Озренског партизанског одреда.
Почетком фебруара 1943. године Момчило је, заједно са још десет другова - руководилаца и бораца Озренског одреда, међу којима се налазио и Миодраг Миловановић Фића, дошао у село Суботинац, код Алексинца. Пошто је био издат, јединице Српске државне страже су одмах опколиле кућу у којој се налазио. Пошто су одбили да се предају, прихватили су неравноправну борбу и у њој изгинули. Тела погинулих комуниста, окупатор је изложио у центру Алексинца.
За народног хероја проглашен је 9. октобра 1953. године.
У родном селу постоји споменик подигнут овом народном хероју (поред школе и хале наспрам продавнице и кафане у центру села)
Основна школа у Бусиловцу је носила његово име, али током 80-тих година прошлог века долази до промене назива у ОШ "Бранко Крсмановић", због уједињења школе са школама из других села. Данас основна школа у Параћину носи његово име.